# Doña Bárbara
Doña Bárbara (no Brasil, Dona Bárbara) é uma telenovela venezuelo-estadunidense, baseada no romance homônimo de Rómulo Gallegos. Foi produzida pela Telemundo em parceria com a Sony Pictures e exibida de 4 de agosto de 2008 a 22 de maio de 2009 em 191 capítulos.
Foi exibida no Brasil em horário nobre pela CNT de 2 de maio a 30 de dezembro de 2011, substituindo Acorrentada e antecedendo Sexo forte, Sexo frágil.

## Sinopse
Na trama, Bárbara(Edith González) é uma jovem que vê o seu noivo Asdrúbal e o seu pai morrerem, que depois é estuprada violentamente por um grupo de homens. Depois de ser resgatada por índios da região, de uma jovem ingênua e doce, Bárbara se transforma numa mulher astuta, valente e manipuladora. Agora convertida na cruel e poderosa Dona Bárbara, a impiedosa devoradora de homens é capaz de tudo para conseguir o quer.

## Elenco
- Edith González - Doña Bárbara Guaimarán
- Christian Meier - Santos Luzardo
- Génesis Rodríguez - Marisela Barquero/Bárbara Guaimarán (jovem)
- Juan Pablo Shuk - Gonzalo Zuluaga
- Javier Alexander - César Barquero
- Paula Barreto - Luisana Requena
- Luis Mesa - José Luzardo
- Jencarlos Canela - Asdrúbal
- Helmer Valenzuela - Lorenzo Barquero (jovem)
- Katie Barberi - Cecilia Vergel
- Arap Bethke - Antonio Sandoval
- Paulo Quevedo - Balbino Paiba
- Roberto Mateos - Lorenzo Barquero
- Raúl Gutiérrez - Coronel Diógenes Pernalete
- Lucy Martínez - Eustaquia
- Iván Rodríguez - Melesio Sandoval
- Martha Isabel Bolaños - Josefa
- Alberto Valdiri - Mujiquita
- Amparo Moreno - Casilda
- Daniela Tapia - Gervasia
- Lucho Velasco - Melquiades "El Brujeador"
- Mimi Morales - Altagracia
- Alejandra Sandoval - Genoveva
- Pedro Rendón - Carmelito
- Maritza Rodríguez - Asunción Vergel De Luzardo
- Roberto Manrique - Maria Nieves
- Tiberio Cruz - Juan Palacios "Pajarote"
- Andrés Ogilvie-Browne - Juan Primito
- Bibiana Corrales - Melezia
- Adriana Silva - Josefina
- Gary Forero - León Mondragón
- Andrés Martínez - Tigre Mondragón
- Naren Daryanani - Onza Mondragón
- Jimmie Bernal - William Danger
- Esmeralda Pinzón - Federica Pernalete
- Hebert King - Don Encarnación Matute
- Humberto Arango - Humberto Chávez / Fidel Castell / El Sapo
- Hernán Méndez - Perro de agua
- Hermes Camelo - El Chepo
- Julio Pachón - Nicolás Meléndez
- Harry Geitner - Julián Barreto
- Gabriel González - Baltazar Arias, doctor
- Guillermo Villa - Padre Pernia
- Joseph Abadía - Policial Acosta
- Sara Ponce - Carmen Gómez
- Julio Sastoque - Flavio Barbosa, gobernador
- Jayme Rayo - Sergento
- Claudio Fernández - Tony Kennedy, marido de Luisana
- Oscar Salazar - Maurice Requena
- Luis Enrique Roldan - Padre de Luisana
- Julián Alvarez - Cosme
- Alejandro Tamayo - Andrés
- Julio César Herrera - Apolinar Prieto
- José Luis García - Orestes Prieto
- Fernando Corredor - Juez
- Abel Coshino - Raúl
- Daniel Coshino - Pablo